# Asika
Asika é uma vila  no distrito de Ganjam, no estado indiano de Orissa.

## Geografia
Asika está localizada a 19° 36′ N, 84° 39′ L. Tem uma altitude média de 30 metros (98 pés).

## Demografia
Segundo o censo de 2001, Asika tinha uma população de 20,718 habitantes. Os indivíduos do sexo masculino constituem 52% da população e os do sexo feminino 48%. Asika tem uma taxa de literacia de 72%, superior à média nacional de 59.5%; com 56% para o sexo masculino e 44% para o sexo feminino. 12% da população está abaixo dos 6 anos de idade.